# Apanás
Apanás (hiszp. Lago de Apanás) – zbiornik retencyjny położony w północnej Nikaragui. Powstał w 1964 roku w wyniku zbudowania zapory Mancotal na rzece Tuma, 6 km na północ od miasta Jinotega. Jest trzecim pod względem wielkości zbiornikiem wodnym w Nikaragui, zajmuje powierzchnię 54 km². Zasila największą w kraju elektrownię wodną, która stanowi kluczowy element sieci energetycznej obsługującej znaczną część gęściej zaludnionej strefy pacyficznej Nikaragui.